# Arnaud Coustilliere
Arnaud Coustilliere (né le 3 novembre 1960 à Toulon) est un militaire français spécialiste en cyberdéfense.

## Biographie
Arnaud Coustilliere, issu d'une famille de militaires, a été officier de la Marine nationale après sa formation à l'École navale (promotion 1981). Il a commandé plusieurs navires de combat et est vice-amiral d'escadre.
Surnommé « le père fondateur de la cyberdéfense française », il a contribué à la création de la cyberdéfense du ministère des Armées dont il a été le premier commandant de la cyberdéfense et de la cybersécurité des armées (COMCYBER) de 2011 à 2017. Il a donc « largement contribué à la transformation numérique au ministère des Armées ».
Il est commandeur de la Légion d'Honneur et commandeur de l'ordre national du mérite.